# UFC 80
UFC 80: Rapid Fire  è stato un evento di arti marziali miste tenuto dalla Ultimate Fighting Championship il 19 gennaio 2008 alla Metro Radio Arena di Newcastle upon Tyne, Regno Unito.

## Retroscena
L'incontro principale tra B.J. Penn e Joe Stevenson avrebbe dovuto essere per un titolo ad interim, ma il campione in carica Sean Sherk venne squalificato per utilizzo di steroidi anabolizzanti e privato della cintura; l'incontro divenne quindi per il titolo di campione assoluto dei pesi leggeri.

## Risultati

### Card preliminare
- Incontro categoria Pesi Leggeri:  Sam Stout contro  Per Eklund

Stout sconfisse Eklund per decisione unanime (29–27, 30–27, 30–27).
- Incontro categoria Pesi Mediomassimi:  Alessio Sakara contro  James Lee

Sakara sconfisse Lee per KO Tecnico (pugni) a 1:30 del primo round.
- Incontro categoria Pesi Welter:  Paul Taylor contro  Paul Kelly

Kelly sconfisse Taylor per decisione unanime (30–27, 30–27, 30–27).
- Incontro categoria Pesi Massimi:  Colin Robinson contro  Antoni Hardonk

Hardonk sconfisse Robinson per KO Tecnico (colpi) a 0:17 del primo round.

### Card principale
- Incontro categoria Pesi Medi:  Kendall Grove contro  Jorge Rivera

Rivera sconfisse Grove per KO Tecnico (pugni) a 1:20 del primo round.
- Incontro categoria Pesi Mediomassimi:  Jason Lambert contro  Wilson Gouveia

Gouveia sconfisse Lambert per KO (pugno) a 0:37 del secondo round.
- Incontro categoria Pesi Welter:  Marcus Davis contro  Jess Liaudin

Davis sconfisse Liaudin per KO (pugno) a 1:04 del primo round.
- Incontro categoria Pesi Massimi:  Gabriel Gonzaga contro  Fabrício Werdum

Werdum sconfisse Gonzaga per KO Tecnico (colpi) a 4:34 del secondo round.
- Incontro per il titolo dei Pesi Leggeri:  B.J. Penn contro  Joe Stevenson

Penn sconfisse Stevenson per sottomissione (strangolamento da dietro) a 4:02 del secondo round divenendo il nuovo campione dei pesi leggeri.

## Premi
Ai vincitori sono stati assegnati 35.000$ per i seguenti premi:
- Fight of the Night:  Paul Taylor contro  Paul Kelly
- Knockout of the Night:  B.J. Penn
- Submission of the Night:  Wilson Gouveia